# Synosis watanabei
Synosis watanabei är en stekelart som beskrevs av Kusigemati 1968. Synosis watanabei ingår i släktet Synosis och familjen brokparasitsteklar. Inga underarter finns listade i Catalogue of Life.